# Tiroler Bergkäse
Le tiroler bergkäse (« fromage de montagne tyrolien ») est un fromage autrichien du  Tyrol. Il s'agit d'un fromage à pâte pressée cuite au lait de vache cru partiellement écrémé. Il est protégé par une appellation d'origine protégée depuis 1997.

## Description
Le tiroler bergakäse se présente sous forme de meules pesant 12 kg ou plus. Ces meules sont couvertes d'une croûte lisse, sèche et de couleur brune ou brun-jaune. La pâte, de couleur blanche ou jaune clair, est souple ou ferme, suivant l'affinage, et peut présenter quelques trous, de la taille d'un petit pois.
Le tiroler bergkäse a une teneur en matière grasse d'au moins 45% sur extrait sec, et une teneur en matière sèche d'au moins 60%. Un morceau de 100 g contient à peu près 27g de protéines, 32g de lipides, 1,5g de sel et aucun glucide (ces valeurs peuvent varier en fonction de l'affinage et de la fromagerie produisant le fromage).

## Fabrication
Le lait utilisé pour la fabrication du tiroler bergkäse provient de vaches élevées dans le Tyrol, en vallée ou en alpages, nourries sans ensilage. Ce lait est partiellement écrémé pour ne contenir que 3 % de matières grasses, puis caillé par ajout de présure de veau et de ferments lactiques. Le caillé obtenu est ensuite chauffé à une température d'environ 52°C avant d'être pressé, moulé et immergé dans un bain d'eau salée à 20 %. Les fromages sont alors affinés. Durant l'affinage, les meules sont frottées à l'eau salée deux fois par semaine pour qu'une flore spécifique se développe sur la croûte.

## Utilisation
Le tiroler bergkäse peut se manger tel quel, sur une planche avec par exemple de la charcuterie. Il est aussi utilisé en cuisine dans des plats tels que les Käsespätzle (spätzle au fromage), des purées ou des soupes.